# Bishorst

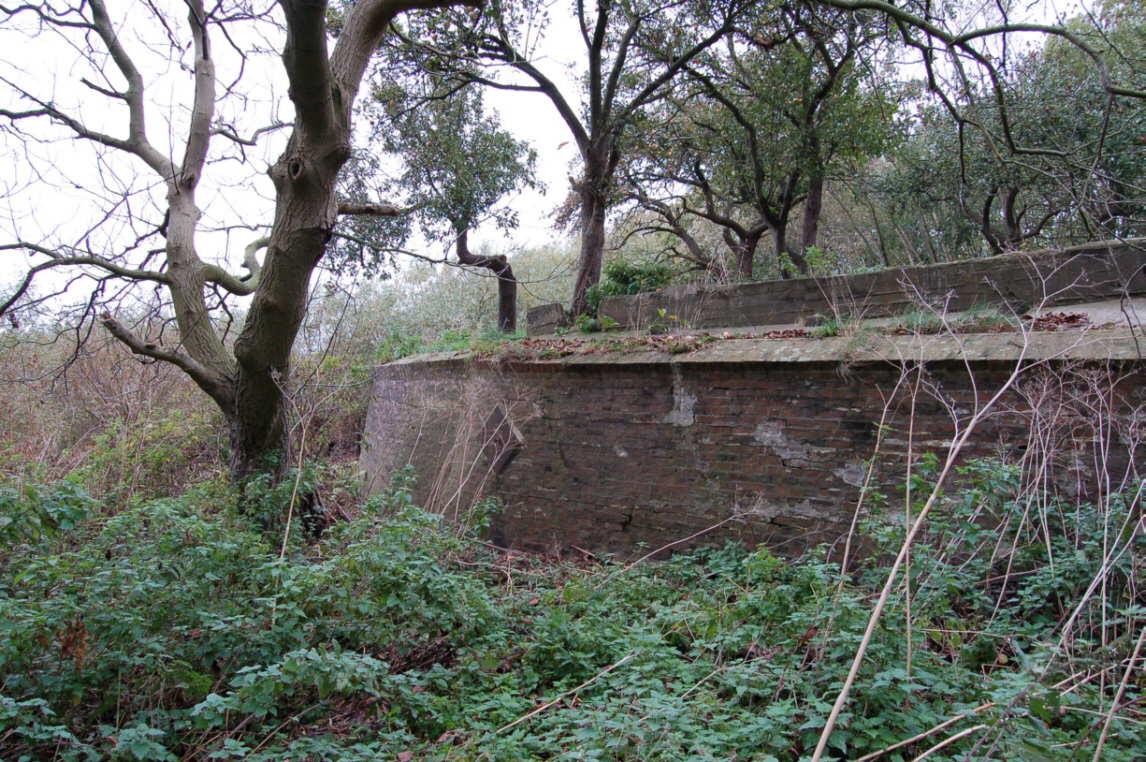
Reste der Bishorster Warft

Bishorst ist ein im 18. Jahrhundert während einer schweren Sturmflut in der Elbe versunkenes Dorf im heutigen Kreis Pinneberg in Schleswig-Holstein.

## Geschichte

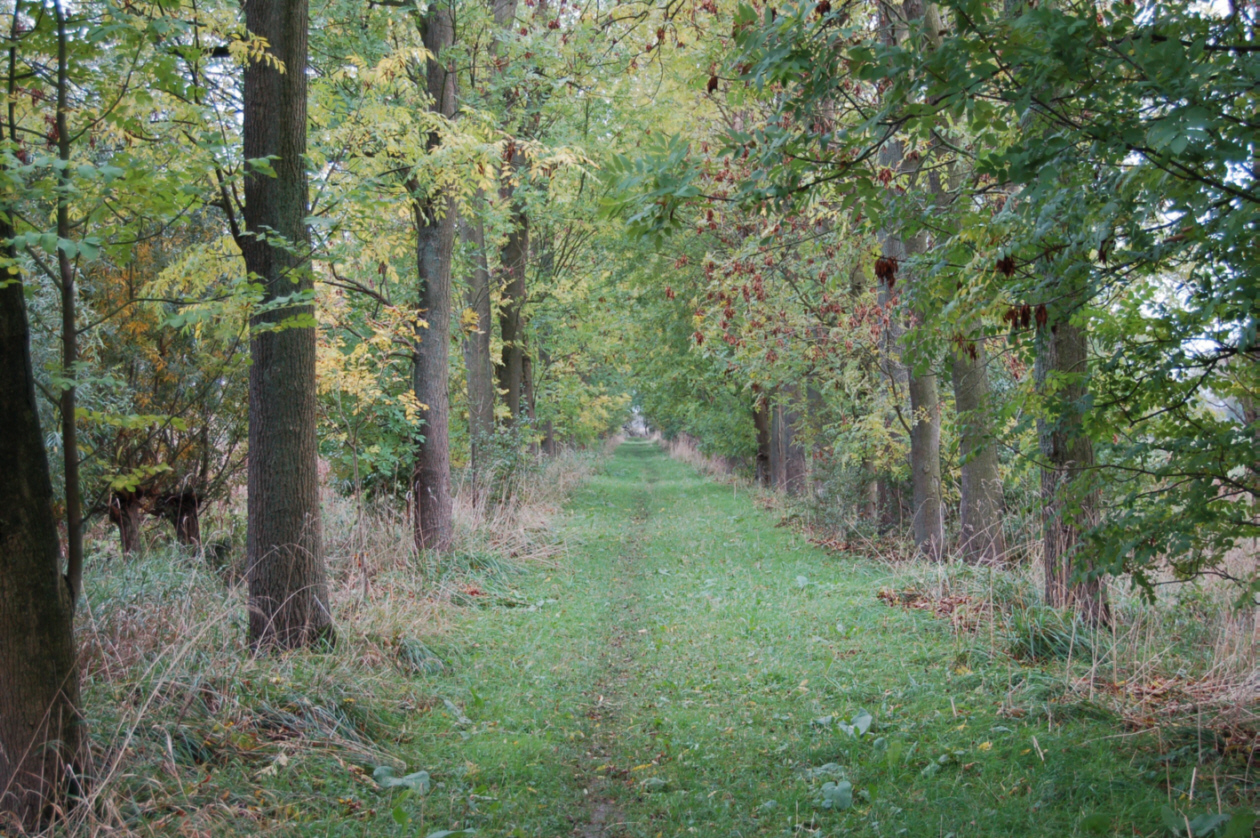
Die alte Bishorster Eschenallee

Vermutlich existierte schon seit dem 9. Jahrhundert eine Kirche in Bishorst. Später entwickelte sich das Dorf zum Kirchspiel und dem geistlichen Zentrum der Haseldorfer Marsch. Um 1125 erhielt der Missionsapostel Vicelin Bishorst zum Geschenk. Urkundlich erwähnt wird der Name allerdings erstmals 1142 in der Schenkungsurkunde des Erzbischofes Adalbero von Bremen an Vicelin. Als im 12. Jahrhundert die Wenden das Holstenland heimsuchten, zogen sich Vicelin und seine Mitarbeiter in das geschützte Missionsdorf zurück. Später war die Kirche dem Kloster Bordesholm inkorporiert.
Im 12. Jahrhundert entstanden in den Dörfern Haseldorf, Haselau, Seester und Seestermühe eigene Kirchen. Gegen 1500 hatte das Kirchspiel Bishorst an Bedeutung verloren und nur noch rund 150 Einwohner; so wurde die Kirche an einen Privatmann verkauft. Später ist sie dann in der Allerheiligenflut 1532 vernichtet worden. Eine alte Aufzeichnung berichtet: „Die Flut soll eine Tonne hoch über die Deiche gegangen und viele Menschen und Vieh ertränkt sowie die Kirchen von Asfleth und Bishorst weggespült haben.“
Obwohl die Flut fast alles zerstörte, lebten zunächst noch Menschen im Dorf Bishorst. Doch weitere Sturmfluten zerstörten immer wieder Teile des Dorfes. Am 16. April 1745 ereignete sich erneut eine verheerende Sturmflut. Der damalige Haselauer Gutsinspektor berichtete: „In Bishorst sind die Deiche fast durchgängig ruiniert. Ein Brack ist eingegangen, welches ungefähr 30–40 Ruten (140 bis 180 m) in der Breite und Länge hat und sechs Faden (10 m) tief ist, so daß wir nur die wilde See um und bei uns haben. Durch das Brack fließt die Ebbe und Flut beständig. Wäre die Flut bei Nacht gekommen, wären viele Menschen und Vieh umgekommen. Mein Gemüt ist ganz erkrankt und die Not ist groß. Bishorst ist gänzlich verloren. Die Häuser, sollen sie nicht weggespült werden, müssen abgebrochen werden.“
Nach der Flut bewohnten nur wenige Einwohner noch einige Jahre ihre Häuser. Die letzten Häuser sind bei einer neuen Flut 1751 zerstört worden, wodurch das Dorf Bishorst ausgelöscht war. Die letzten Familien zogen nach Altendeich, und für die neuen Häuser wurden Reste der Bishorster Katen als Baumaterialien verwendet. Lediglich ein Wohngebäude wurde weiterhin genutzt, bis es am 5. Mai 1936 nach einem Blitzeinschlag abbrannte. Anfang der 1950er Jahre baute der Wedeler Bauunternehmer Kurth die Ruine zu einem Wochenendhaus aus und nutze dieses, bis dessen Pachtvertrag 1996 durch die Stiftung Naturschutz Schleswig-Holstein nicht mehr verlängert wurde. Schließlich wurde das Gebäude 1998 gegen den Willen der Gemeinde Haselau und der Bevölkerung, die sich in einer Unterschriftenaktion mit 900 Befürwortern für den Erhalt des Gebäudes einsetzte, von der Stiftung Naturschutz abgerissen.

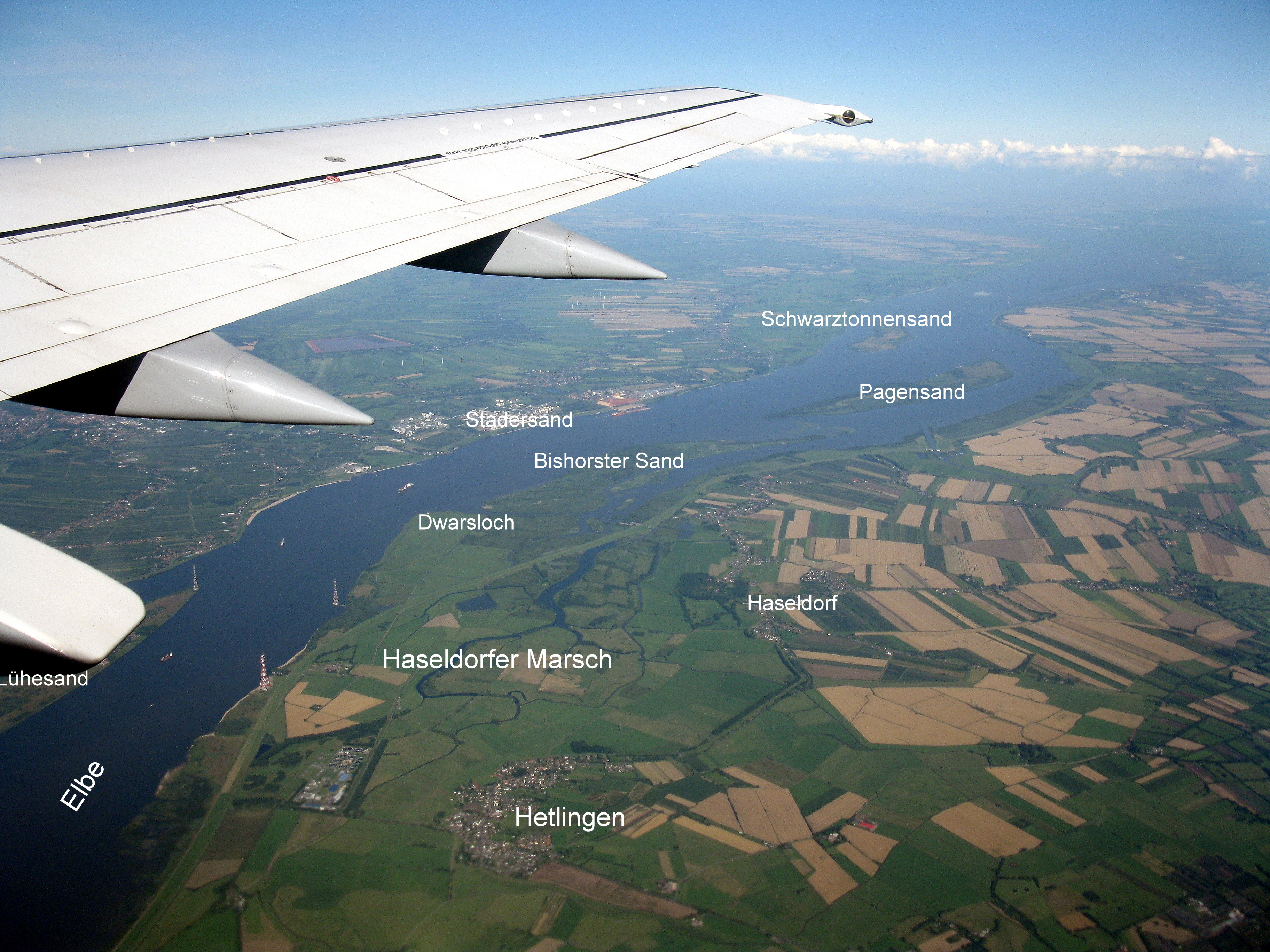
Bishorster Sand und Haseldorfer Marsch

Heute liegt das einstige Dorf Bishorst versunken in der Elbe. Überreste sind eine Warft und die Eschenallee am Siedlungsplatz. Gelegentlich werden Überreste des Ortes durch die starke Strömung der Elbe freigelegt.
Der „Bishorster Sand“, eine niedrig bewachsene und unter Naturschutz stehende Elbinsel, erinnert noch an den Namen und die Lage des Ortes.